# Jiřina Topolová
Jiřina Topolová (13. května 1932 – 25. března 2016), rozená Schulzová, byla dcera spisovatele Karla Schulze. Díky tomu, že patřila ke kruhu přátel Václava Havla, tzv. Šestatřicátníků, se seznámila s Josefem Topolem, svým pozdějším manželem. Měli spolu dva syny: staršího Jáchyma Topola (* 1962, spisovatel) a mladšího Filipa Topola (1965–2013, hudebník, vůdčí osobnost kapely Psí vojáci).

## Život
Vystudovala střední zdravotní školu. Ve svých patnácti letech ošetřovala v terezínském koncentračním táboře po druhé světové válce vězně nakažené tyfem. Přátelila se s dalšími osobnostmi z Havlovské generace, například s Violou Fischerovou nebo Janem Zábranou.
Po sametové revoluci v Havlově prezidentské kanceláři na Pražském hradě zpracovávala příchozí korespondenci. Až do její smrti se o ni staral syn Jáchym.